# Viorel Simulov
Viorel Simulov ( n. 25 ianuarie 1959, în Arad) este un pictor, grafician român. 

## Biografie
Studii: Scoala de Artă Cluj și Arad, secția cinematografie.
- Fotograf la ARIS;
- Grafician la Tipografia Arad (Gutenberg);
- Autor de filme experimentale, dintre care trei („Ocular” „Manu- Script” și „Peisaj Lichid”) se află în circuit internațional prin Centre Beaubourg;
- Autor de fotografii și imagini de televiziune;
- Redactor la TV Arad, emisiune de cultură;
- Autor de grafică de carte (coperte, ilustrații);
- Redactor artistic al revistei de cultură „Arca” Arad;
- Secretar de redacție și director de imagine la „Observator arădean”;
- Redactor șef al săptămânalului „Buletinul de Arad”;
- Redactor la „Săptămâna românească”;
- Grafician la Informmedia.
- Grafician la „Flacăra Roșie”
- Tehnoredactor la Săptămânalul "Piața Aradului"

## Expoziții

### Expoziții personale
- 1986, Sala Forum, Arad
- 1993, Sala Clio, Arad.
- 1994, Sala Primăriei din Bekescsaba, Ungaria.
- 1995, Galeria Națională „Delta” Arad
- 2002, Galeria Națională „Delta” Arad
- 2002, Muzeul „Țării Crișurilor”, Oradea
- 2005, Jula, Ungaria
- 2006, Sala „Clio“ a Muzeului Județean Arad Expoziții de grup:
- 1987- 2005, Saloanele de Toamnă-Iarnă ale Filialei UAP Arad.
- 1995, „Copacul III” Arad.
- 1995, „Strângeri de mâini”, Arad.
- 1987-2005, Bienalele de desen, Arad
- 2006, Centrul Cultural Român, Budapesta

## Lucrări și cronică
|  | ...Viorel Simulov este un expresionist abstract, pictura lui apare ca o erupție din adânc, dintr-un adânc biologic. Culoarea singură îi este suficientă pentru a traduce clocotul său vital. Impulsurile lăuntrice sunt atât de puternice încât culoarea este cuprinsă de o forță de expansiune, pentru care cadrul compoziției devine strâmt. Acest vitalism constituie de fapt o exaltare a valorilor vieții și implicit o respingere a tot ceea ce se împotrivește manifestării ei depline. Nu întâmplător culoarea sa predilectă, cea care revine ca un laitmotiv în compozițiile sale este roșul aprins. Pentru Viorel Simulov, viața și arta înseamnă ardere intensă. | — Horia Medeleanu |